# Uljaste (Rägavere)
Uljaste – wieś w Estonii, w prowincji Virumaa Zachodnia, w gminie Rägavere.